# Vitprickig fnittertrast
Vitprickig fnittertrast (Ianthocincla bieti) är en hotad tätting i familjen fnittertrastar endemisk för Kina.

## Utseende och läte
Vitprickig fnittertrast är en drygt 25 cm lång, varmbrun fnittertrast. Karakateristiskt är en vit fläck i ansiktet samt svartvit fläckning på ovansidan och vingtäckarna. Vidare är den svartbrun på strupe och även på övre delen av bröstet som är vitfläckat. Liknande bandad fnittertrast (Ianthocincla lunulata) är beigebandad på ovansida och vingtäckare och blekare under. Sången är en ljudlig och klar, dalande och stigande serie toner som upprepas två till tre gånger.

## Utbredning och systematik
Fågeln förekommer i bergstrakter i södra Kina (sydvästra Sichuan och nordvästra Yunnan). Den behandlas som monotypisk, det vill säga att den inte delas in i några underarter.

### Släktestillhörighet
Vitprickig fnittertrast placeras traditionellt i det stora fnittertrastsläktet Garrulax, men tongivande Clements et al lyfter ut den och ett antal andra arter till släktet Ianthocincla efter DNA-studier. Senare studier bekräftar att Garrulax består av flera, äldre klader, varför denna linje följs här.

## Levnadssätt
Vitprickiga fnittertrastens preferenser vad gäller biotop och höjdläge är dåligt kända. Den verkar huvudsakligen förekomma i ostörd skog, med inslag av både gran, ädelgran och rhododendron, framför allt där det finns en tät undervegetation av bambu. Den ses i den övre tempererade och subalpina zonen från 2500 till 4270 meters höjd, möjligen så högt som 4570 meter. Födan består av ryggradslösa djur och frukt. Dess häckningsbiologi är okänd.

## Status och hot
Vitprickig fnittertrast har en liten och fragmenterad population på endast högst 10.000 vuxna individer. Den minskar dessutom i antal på grund av skogsavverkning och omvandling av dess levnadsmiljö till jordbruksmarker. Internationella naturvårdsunionen IUCN kategoriserar därför arten som sårbar.

## Namn
Dess vetenskapliga namn är en hyllning till den franska missionären i Kina Félix Biet (1838-1901). På svenska har den även kallats fläckryggad fnittertrast och bietfnittertrast.